# Цветы Башкирии
Цветы Башкирии — микрорайон Кировского района Уфы, состоящий из двух посёлков Цветы Башкирии Один из них — новый, коттеджный, другой раньше именовался п/л свх Цветы Башкирии. Принял имя совхоза «Цветы Башкирии»
Находится у трассы Р-314 (с востока) и магистрали М-5 (с юга). С севера — садоводство «Ветеран».